# Ciro de Quadros

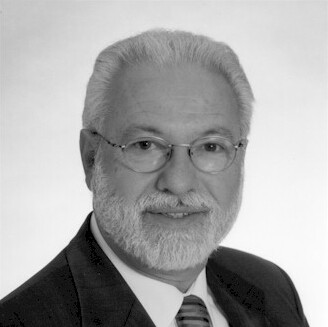
Ciro A. de Quadros

Ciro Carlos Araújo de Quadros (* 30. Januar 1940 in Rio Pardo, Rio Grande do Sul; † 28. Mai 2014 in Washington, D.C.) war ein brasilianischer Mediziner (Epidemiologie), der wesentlich zu Kampagnen der WHO und der Pan American Health Organization (PAHO) zur Ausrottung der Polio in den Entwicklungsländern beitrug.

## Leben und Wirken
De Quadros studierte Medizin an der katholischen Schule für Medizin (UFCSPA) in Porto Alegre mit Abschluss M. D. und erhielt 1968 einen Diplomabschluss (MPH) in Öffentlicher Gesundheit (Public Health) an der nationalen Schule für Öffentliches Gesundheitswesen in Rio de Janeiro. Zunächst war er für die brasilianischen Gesundheitsbehörden in einem kleinen Ort im Amazonasgebiet stationiert, wo er systematische Impfkampagnen organisierte. Ab 1970 leitete er eine Kampagne zur Ausrottung der Pocken in Äthiopien im Auftrag der WHO. Ab 1977 war er bei der PAHO in Washington D. C. für Impfkampagnen in Amerika zuständig (Direktor der Abteilung Impfstoffe und Immunisierung), insbesondere gegen Polio in Südamerika, was dort sehr erfolgreich war, obwohl er anfangs auf starke Skepsis stieß. Er konnte aber Erfolge etwa bei den nationalen Impftagen (NID) in Brasilien ab 1980 vorweisen, bei denen an einem Wochenende rund 20 Millionen Kinder unter 5 Jahren eine Polio-Schluckimpfung bekamen. In der Folge sank die monatliche Rate der Neuerkrankungen in Brasilien von rund 100 bis 200 auf unter 20. 1989 war Polio in Brasilien ganz ausgerottet. Ähnliche Erfolge gab es in Kuba und 1985 wurde ein entsprechendes Programm zur Ausrottung der Polio in Südamerika von der PAHO aufgelegt, das de Quadros auch in politisch sehr unsicheren Ländern wie Peru organisierte. 1994 wurde Polio offiziell für in Südamerika ausgerottet erklärt.
Seit 2003 war er am Sabin Vaccine Institute (SVI) in Washington, D.C., wo er Direktor der internationalen Programme ist und Executive Vice President (2010). Er war außerdem Associate Adjunct Professor an der Johns Hopkins University, School of Hygiene and Public Health, Adjunct Professor an der Case Western Reserve University und der George Washington University (Abteilung Tropenmedizin).
1993 erhielt er den Prinz-Mahidol-Preis und 2000 die Albert-B.-Sabin-Goldmedaille. 1999 erhielt er den höchsten zivilen brasilianischen Orden, den Rio-Branco-Orden. 2010 erhielt er den Premio Carlos IV. der Königlich Spanischen Akademie für Medizin für seine Pionierrolle in der Überwachung von Anti-Pocken-Kampagnen und seine Rolle bei der Ausrottung von Polio und Masern in Amerika. 2011 wurde de Quadros mit einem der BBVA Foundation Frontiers of Knowledge Awards ausgezeichnet.